# W70 Nuenen c.a.
W70 Nuenen c.a. is een lokale politieke partij in de Nederlandse gemeente Nuenen, Gerwen, Nederwetten en Eeneind.

## Geschiedenis
Oorspronkelijk kwam de partij voort uit de Katholieke Arbeidersbeweging (KAB). De voorloper van deze partij werd opgericht in 1945. Het militaire gezag verzocht de toenmalige burgemeester van Nuenen c.a., jonkheer van Rijckevorsel, via de commissaris van de Koningin van Noord-Brabant om een tijdelijke Gemeenteraad aan te stellen. Door een hiertoe aangestelde vertrouwenscommissie werd een kandidatenlijst van 44 inwoners opgesteld waaruit een Gemeenteraad van 13 personen en een College van B&W met twee wethouders, werd gevormd.

## Eerste verkiezingswinst
Deze op 27 augustus 1945 geïnstalleerde Gemeenteraad functioneerde tot de eerste gemeenteraadsverkiezingen op 29 juli 1946. De KAB behaalde bij deze verkiezingen twee zetels. Vervolgens participeerde ze als een van de diverse lokale lijsten, bij alle verkiezingen nadien. In 1962 verkreeg de partij drie zetels in de Gemeenteraad.
In 2018 en 2022 heeft W70 zes zetels behaald.

## Naamswijziging
Door de naamswijziging in 1970 in W70 Nuenen c.a. was het mogelijk om ook niet-leden van de KAB waar de partij uit was voortgekomen op de kieslijst te plaatsen. De partij won dat jaar vier raadszetels en er werd een wethouder geleverd.
Op 3 maart 2010 werd W70 de grootste partij tijdens de gemeenteraadsverkiezingen. De partij behaalde (als enige partij) 4 zetels in de gemeenteraad.
Bij de gemeenteraadsverkiezingen van 2018 wist de partij 6 van de 19 raadszetels te behalen en werd daarmee opnieuw de grootste partij in de raad. Dit met een verschil van drie zetels ten opzichte van de tweede grootste partij, de VVD.

## Het Geheim van de Zonnebloem
De bekende documentairemaker Frans Bromet volgde W70 - in aanloop naar de gemeenteraadsverkiezingen van 3 maart 2010 - ruim een half jaar op de voet. Het maandenlange 'kijkje achter de schermen' resulteerde op 1 en 8 maart 2010 in NCRV Dokuments documentaire-tweeluik 'Het Geheim van de Zonnebloem'.